# Lolita Torres

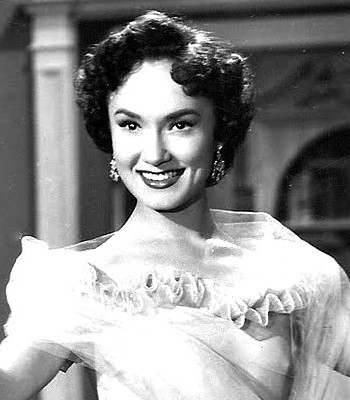
Lolita Torres într-o scenă din filmul Un novio para Laura

Beatriz Mariana Torres Iriarte, cunoscută ca Lolita Torres (n. 26 martie 1930, Avellaneda — d. 14 septembrie 2002, Buenos Aires), a fost o actriță și cântăreață argentiniană.
A avut cinci copii, dintre care cel mai tânăr a fost cântărețul Diego Torres.

## Filmografie selectivă
- 1944 La danza de la fortuna, regia Luis Bayón Herrera
- 1951 Ritm, sare și piper (Ritmo, sal y pimienta), regia Carlos Torres Ríos
- 1951 El mucamo de la niña (El mucamo de la niña), regia Enrique Carreras
- 1952 La niña de fuego, regia Carlos Torres Ríos
- 1953 La mejor del colegio, regia Julio Saraceni
- 1954 Vârsta dragostei (La edad del amor), regia Julio Saraceni
- 1955 Sărac ca un șoarece de biserică (Más pobre que una laucha), regia Julio Saraceni
- 1955 Un novio para Laura (Un novio para Laura), regia Julio Saraceni
- 1956 Dragoste la prima vedere (Amor a primera vista), regia Leo Fleider
- 1956 Novia para dos, regia Leo Fleider
- 1958 La hermosa mentira, regia Julio Saraceni
- 1961 Profesorul îndrăgostit (La maestra enamorada), regia Julio Saraceni
- 1963 Cuarenta años de novios, regia Enrique Carreras
- 1965 Ritmo nuevo, vieja ola, regia Enrique Carreras
- 1966 Pimienta, regia Carlos Rinaldi
- 1970 Joven, viuda y estanciera, regia Julio Saraceni
- 1973 Acolo, în nord (Allá en el Norte), regia Julio Saraceni